# Jafka
Jafka 是一个开源的、高性能的、跨语言分布式消息系统，使用GitHub托管。
Jafka 最早是由Apache孵化的Kafka（由LinkedIn捐助给Apache）克隆而来。

## 特色
- 消息持久化非常快，服务端存储消息的开销为O(1)，并且基于文件系统，能够持久化TB级的消息而不损失性能。
- 吞吐量取决于网络带宽。[2]
- 完全的分布式系统，broker、producer、consumer都原生自动支持分布式。自动实现复杂均衡。
- 内核非常小，整个系统（包括服务端和客户端）只有一个272KB的jar包，内部机制也不复杂，适合进行内嵌或者二次开发 。整个服务端加上依赖组件共3.5MB。
- 消息格式以及通信机制非常简单，适合进行跨语言开发。目前自带的Python 3.x的客户端支持发送消息和接收消息。

## 跨语言
由于是一个开放式的数据传输协议，因此除了Java开发语言受到支持，Python、Ruby、C、C++等其他语言也能够很好的得到支持。

## 其它
Jafka 遵循Apache许可证，同时发布的版本提交到MAVEN中央仓库。

## 外部资源
- jafka文档地址 （页面存档备份，存于）
- jafka演讲幻灯片 （页面存档备份，存于）